# Aschitus zakeri
Aschitus zakeri är en stekelart som beskrevs av Bhuiya 1998. Aschitus zakeri ingår i släktet Aschitus och familjen sköldlussteklar.
Artens utbredningsområde är Bangladesh. Inga underarter finns listade.